# Neosabellaria kaiparaensis
Neosabellaria kaiparaensis är en ringmaskart som först beskrevs av Augener 1926.  Neosabellaria kaiparaensis ingår i släktet Neosabellaria och familjen Sabellariidae.
Artens utbredningsområde är havet kring Nya Zeeland. Inga underarter finns listade i Catalogue of Life.